# 포워드 가이던스
포워드 가이던스(forward guidance)는 중앙은행이 장래의 통화 정책 방향을 공표하여 시장과 소통하고, 경제 주체들이 장래의 금리 수준에 대한 예측에 영향을 미치도록 하는 통화 정책 수단이다. 장기 금리는 미래의 단기 금리에 대한 기대 수준에 의존하므로, 장래의 통화 정책 방향을 공표하여 장기 금리에 영향을 미치도록 한다.
장래의 통화정책을 공표할 경우에 장기 금리에 더 큰 영향을 미칠 수 있게 되고, 중앙은행이 단기 금리를 더 이상 낮출 수 없는 상황에 처하더라도 앞으로 금리를 낮게 유지하겠다는 것을 공표함으로써 장기 금리를 낮아지게 하는 역할을 할 수 있다.

## 포워드 가이던스의 기반
포워드 가이던스의 기반이 되는 두 전제는, 장기 금리가 지출에 큰 영향을 미치며, 미래의 단기 금리의 추이가 장기 금리를 결정하는 핵심 요소라는 것이다. 이자율의 기간 구조를 설명하는 이론 중 하나인 기대 이론에 따르면 장기 금리는 장래의 단기 금리 추이의 기대값에 따라 결정된다. 따라서 통화 정책이 장기 금리에 영향을 미치기 위해서는 금리의 변동이 장기간 유지될 것이라는 기대가 형성되어야 한다. 포워드 가이던스는 장래의 통화 정책 방향을 공표함으로써 미래의 금리 추이에 대한 기대에 영향을 주어 장기 금리에 영향을 미치게 된다.